# Allouagne
Allouagne är en kommun i departementet Pas-de-Calais i regionen Hauts-de-France i norra Frankrike. Kommunen ligger i kantonen Béthune-Sud som tillhör arrondissementet Béthune. År 2022 hade Allouagne 2 837 invånare.

## Befolkningsutveckling
Antalet invånare i kommunen Allouagne
| Referens: INSEE |